# فاطمة بينغول
فاطمة بينغول هي أكبر معمرة تركية ولدت في عام 1900م، فهي قد عاصرت ثلاثة سلاطين عثمانيين ألا وهم : عبد الحميد الثاني ومن بعده محمد رشاد الخامس ومن ثم وحيد الدين محمد السادس آخر السلاطين العثمانيين بإلإضافة إلى مصطفى كمال اتاتورك (مؤسس الجمهورية التركية) ومرورًا برؤساء الدولة التركية الإثني عشر وصولًا إلى الرئيس الحالي رجب طيب اردوغان.

## حياتها
ولدت فاطمة في سلانيك (التي تقع حالياً في اليونان)، انتقلت في سن الطفولة مع عائلتها إلى ولاية بورصة، وتزوجت في قرية فأنجبت 6 أبناء توفي 4 منهم ولها 17 حفيداً بينما فارق زوجها الحياة وهي في تبلغ من العمر 99 عاماً، وتعتني بها حالياً ابنتها وابنها اللذان يبلغ متوسط أعمارهما في السبعين والثمانين، وهي تملك أحفاداً منهم من يبلغ الستين من عمره، تجذب فاطمة اهتمام الدولة، فهي تعدّ من أكبر المعمرين في العالم.